# Tom Sizemore
Tom Sizemore (Detroit, 29 de novembro de 1961 – Burbank, 3 de março de 2023) foi um ator e produtor norte-americano. Ficou conhecido por seus papéis coadjuvantes em filmes como Born on the Fourth of July (1989), Harley Davidson and the Marlboro Man (1991), Passenger 57 (1992), True Romance (1993), Natural Born Killers (1994), Strange Days (1995), Heat (1995), Saving Private Ryan (1998), Red Planet (2000), Black Hawk Down (2001) e Pearl Harbor (2001). Fez uma participação no remake da série Hawaii 5-0 cujo protagonista é o ator Alex O’Loughlin. Também actuou como dublador, fornecendo sua voz ao personagem Sonny Forelli, antagonista do jogo eletrônico de 2002 Grand Theft Auto: Vice City.

## Morte
Em 18 de fevereiro de 2023, Sizemore sofreu um aneurisma cerebral em sua casa em Los Angeles, sendo levado para o Providence Saint Joseph Medical Center em estado crítico. Sizemore morreu em 3 de março de 2023 em Burbank aos 61 anos.

## Trabalhos no cinema
- 2005 - Splinter
- 2005 - Fear Itself
- 2005 - Flyboys
- 2005 - The Nickel Children
- 2005 - Zyzzyx Rd.
- 2005 - No Rules
- 2004 - Hustle - A Decadência de Pete Rose (Hustle) (TV)
- 2004 - Paparazzi
- 2004 - Piggy Banks
- 2003 -  Grand Theft Auto:Vice City (videogame)
- 2003 - O Apanhador de Sonhos (Dreamcatcher)
- 2002 - Grande Problema (Big Trouble)
- 2002 - Sins of the Father
- 2002 - Welcome to América
- 2002 - $Windle
- 2001 - Falcão Negro em Perigo (Black Hawk Down)
- 2001 - Ticker
- 2001 - Pearl Harbor
- 2000 - Planeta Vermelho (Red Planet)
- 2000 - O Implacável (Get Carter) (voz)
- 1999 - Por uma Boa Briga (Play It to the Bone)
- 1999 - Proteção à Testemunha (Witness Protection) (TV)
- 1999 - Vivendo no Limite (Bringing out the Dead)
- 1999 - A Aposta (The Match)
- 1999 - Hoje e Sempre (The Florentine)
- 1998 - Inimigo do Estado (Enemy of the State)
- 1998 - O Resgate do Soldado Ryan (Saving Private Ryan)
- 1998 - Witness to the Mob (TV)
- 1997 - A Relíquia (The Relic)
- 1995 - Fogo contra Fogo (Heart)
- 1995 - Estranhos Prazeres (Strange Days)
- 1995 - O Diabo Veste Azul (Devil in a Blue Dress)
- 1994 - Assassinos por Natureza (Natural Born Killers)
- 1994 - Wyatt Earp
- 1993 - Zona de Perigo (Striking Distance)
- 1993 - Amor à Queima-Roupa (True Romance)
- 1993 - Anjo Selvagem (Love Is like That)
- 1993 - Morrendo e Aprendendo (Heart and Souls)
- 1993 - Os Jogos da Paixão (Watch It)
- 1992 - Passageiro 57 (Passenger 57)
- 1992 - An American Story (TV)
- 1992 - Diário de um Crime (Where Sleeping Dogs Lie)
- 1991 - Harley Davidson e Marlboro Man - Caçada sem Trégua (Harley Davidson and Marlboro Man)
- 1991 - Caçadores de Emoção (Point Break)
- 1991 - Culpado por Suspeita (Guilty by Suspicion)
- 1991 - Intruder A-6 - Um Vôo para o Inferno (Flight of the Intruder)
- 1990 - Jogo Perverso (Blue Steel (1989))
- 1990 - Louco por Rock (A Matter of Degrees)
- 1989 - Nascido em 4 de Julho (Born on the Fourth of July)
- 1989 - Penn & Teller Get Killed
- 1989 – O Sonho Já Era? (Rude Awakening)
- 1989 - Condenação Brutal (Lock up)